# 산록남로
산록남로는 대한민국 제주특별자치도 제주시 한림읍 금악리 405번지에서 서귀포시 상효동 산108-12번지까지 이어지는 도로이다. 한라산과 숲이 우거진 곳에 도로를 개설하여 이런 이름이 붙여졌다. 돈내코로와 함께 지방도 제1115호선을 구성한다.
산록남로(Sallongnam-ro)는 제주특별자치도 제주시 한림읍 이시돌삼거리 에서 서귀포시 영천동 를잇는 도로이다.

## 주요 경유지
제주특별자치도
- 제주시 한림읍 - 서귀포시 (안덕면 . 동홍동 . 영천동)

## 노선
| 이름                                                        | 접속 노선                    | 소재지   | 소재지 | 비고 |
| ----------------------------------------------------------- | ---------------------------- | -------- | ------ | ---- |
| 이시돌삼거리                                                | 지방도 제1116호선 (한창로)   | 제주시   | 한림읍 |      |
| 광평 교차로                                                 | 지방도 제1135호선 (평화로)   | 서귀포시 | 안덕면 |      |
| 광평입구 교차로                                             | 광평로                       | 서귀포시 | 안덕면 |      |
| 구탐라대학교 사거리                                         | 지방도 제1139호선 (1100로)   | 서귀포시 | 안덕면 |      |
| 제1산록교 제2산록교 제3산록교 제4산록교 제5산록교 제6산록교 |                              | 서귀포시 | 안덕면 |      |
| 산록남로 교차로                                             | 동홍로                       | 서귀포시 | 동홍동 |      |
| 제7산록교                                                   |                              | 서귀포시 | 동홍동 |      |
| (이름없음)                                                  | 돈내코로                     | 서귀포시 | 영천동 |      |
| (이름없음)                                                  | 지방도 제1131호선 (5·16도로) | 서귀포시 | 영천동 |      |